# Eisenbahnbrücke Puente los Franceses

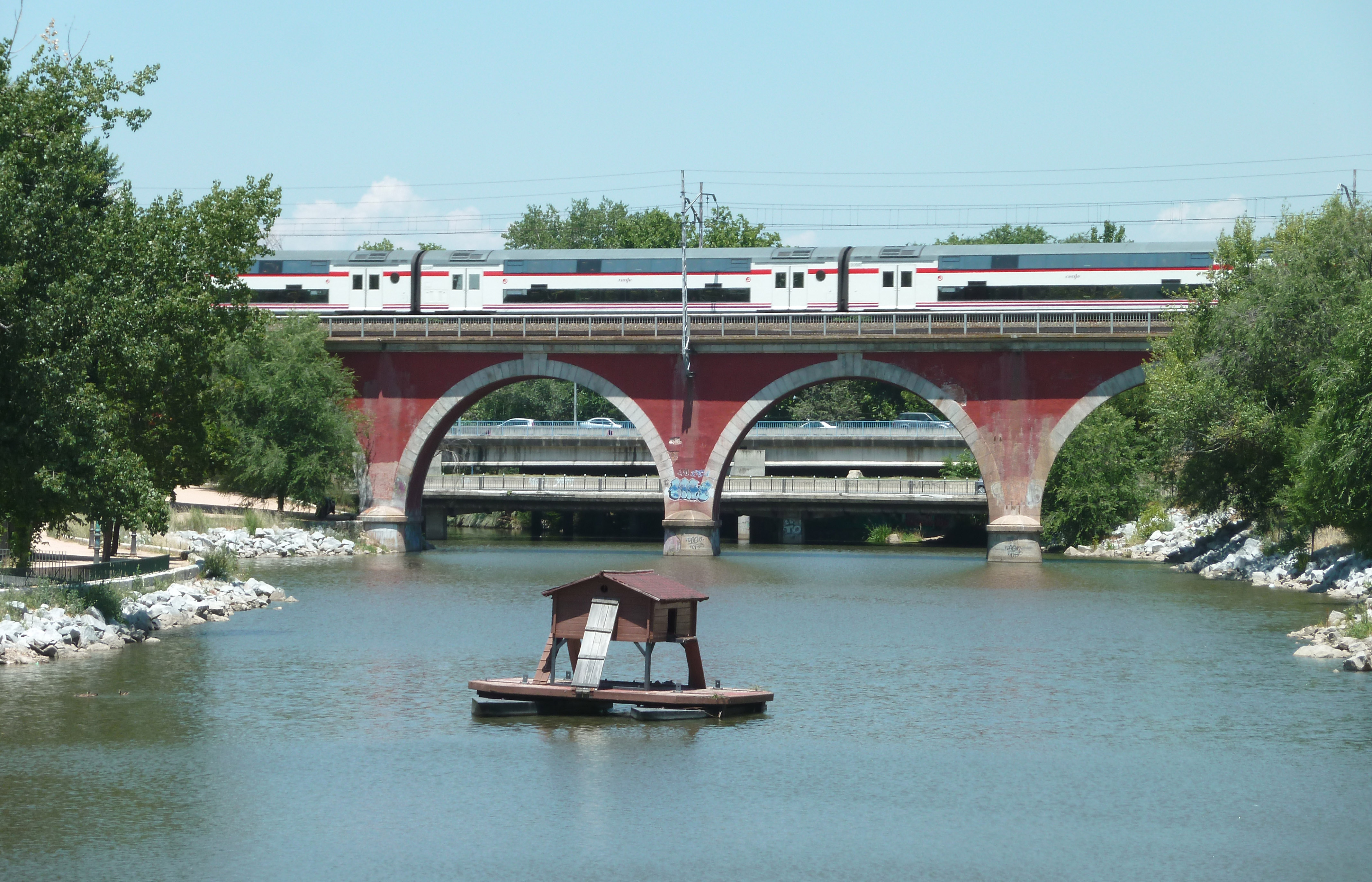
Eisenbahnbrücke Puente los Franceses

Die Eisenbahnbrücke Puente los Franceses ist eine Eisenbahnbrücke im Stadtteil Moncloa-Aravaca in Madrid in Spanien.

## Geschichte
Sie wurde in den Jahren 1860 bis 1862 von der »Compañía de los Caminos de Hierro del Norte de España« gebaut und ermöglicht die Überquerung des Río Manzanares zwischen Madrid Principe Pío und Aravaca Richtung Ávila und Irún. Die Brücke ist nach der Staatsangehörigkeit der französischen Ingenieure, die das Projekt konzipierten, benannt. Während des Spanischen Bürgerkriegs war die Brücke Schauplatz einiger Verteidigungskämpfe seitens der Internationalen Brigaden von Madrid, was zu einem bekannten Lied mit der Brücke als Thema führte. Puente de los franceses, mamita mia, nadie te pasa. Porque los milicianos, mamita mia, que bien te guardan.... (etwa: Über die Franzosenbrücke, mamita mia, kommt keiner rüber, weil wir sie halten.) Neben der Eisenbahnbrücke befindet sich die Straßenbrücke Puente de Castilla.
Seit der Inbetriebnahme des Bahnhofes Madrid Chamartín und die Einbindung aller von Norden auf Madrid zulaufenden Strecken in diesen 1982 wird die Brücke nur noch von den S-Bahn-Zügen der Cercanías Madrid genutzt.

## Beschaffenheit
Die Brücke wird durch vier Bögen und fünf Säulen getragen, wovon drei direkt im Fluss stehen. Kennzeichnung ist auch das fast vollständige Fehlen von dekorativen Elementen. Sie besteht aus rotem Backstein mit Granit-Stein-Mauerwerk.